# Trois-Monts
Trois-Monts est une ancienne commune française, située dans le département du Calvados en région Normandie. Le 1er janvier 2019, son territoire est intégré à la commune nouvelle de Montillières-sur-Orne.

## Géographie
Trois-Monts est située au nord de la Suisse normande, à 18 kilomètres au sud de Caen et 7 kilomètres au nord de Thury-Harcourt. L'Orne constitue la limite est de la commune.

### Communes limitrophes
| Préaux-Bocage, Sainte-Honorine-du-Fay | Sainte-Honorine-du-Fay | Sainte-Honorine-du-Fay, Grimbosq |
| Préaux-Bocage                         | Trois-Monts            | Grimbosq                         |
| La Caine, Ouffières                   | Goupillières           | Grimbosq                         |

## Toponymie
Le nom de la localité est attesté sous la forme Tres Montes en 1277.
De l'oïl numéral « trois » et le  pluriel de « mont ».
Le village était un point stratégique établi sur un éperon naturel rocheux de forme triangulaire dominant la vallée de l’Orne d’une part, et le vallon du ruisseau de Flagy d’autre part.

## Histoire

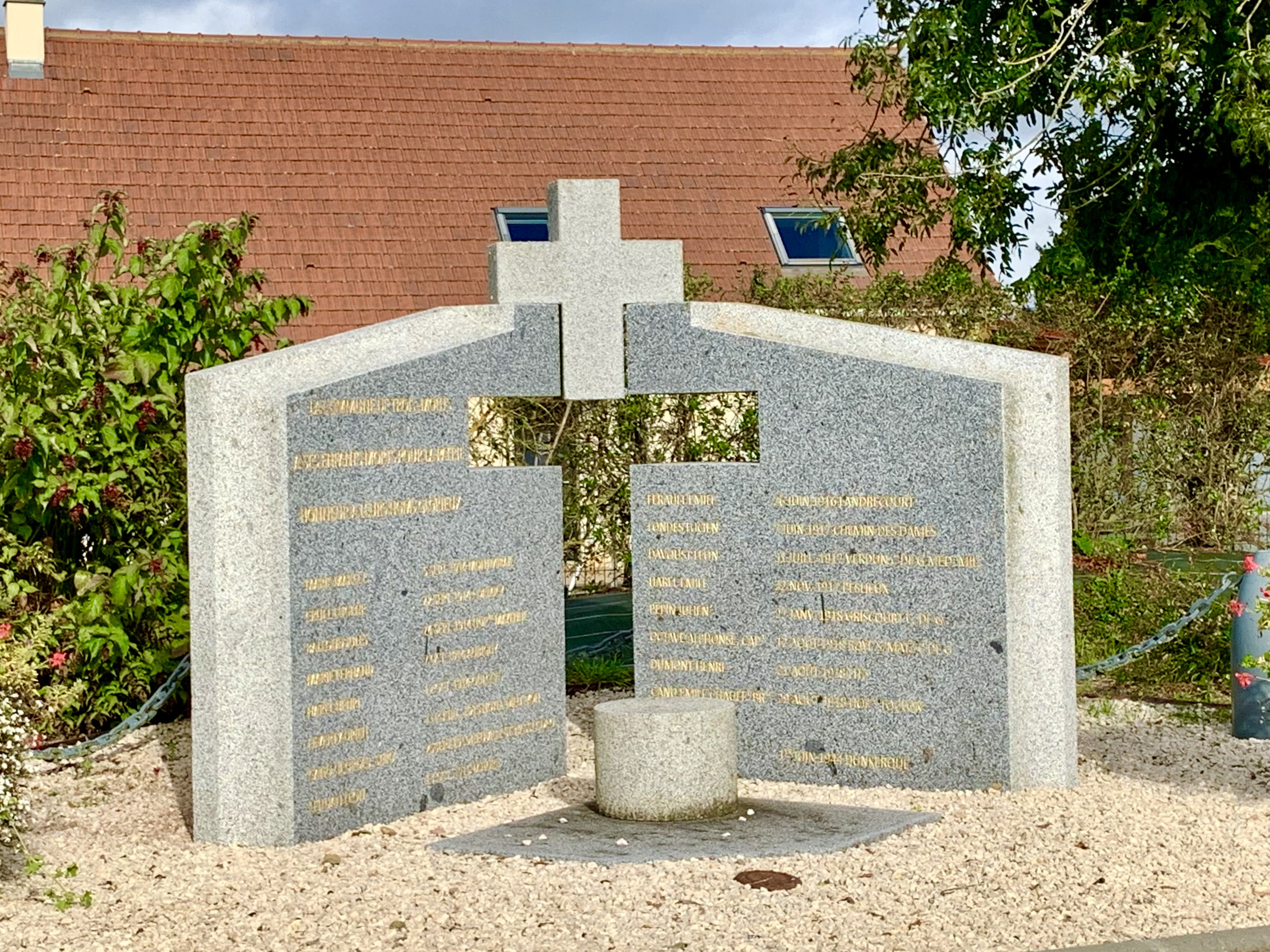
Le monument aux Morts de Trois-Monts qui combine une croix latine avec une croix de Lorraine.

Le 1er janvier 2019, elle fusionne avec Goupillères pour former la commune nouvelle du Montillières-sur-Orne dont la création est actée par un arrêté préfectoral du 28 septembre 2018.

## Politique et administration

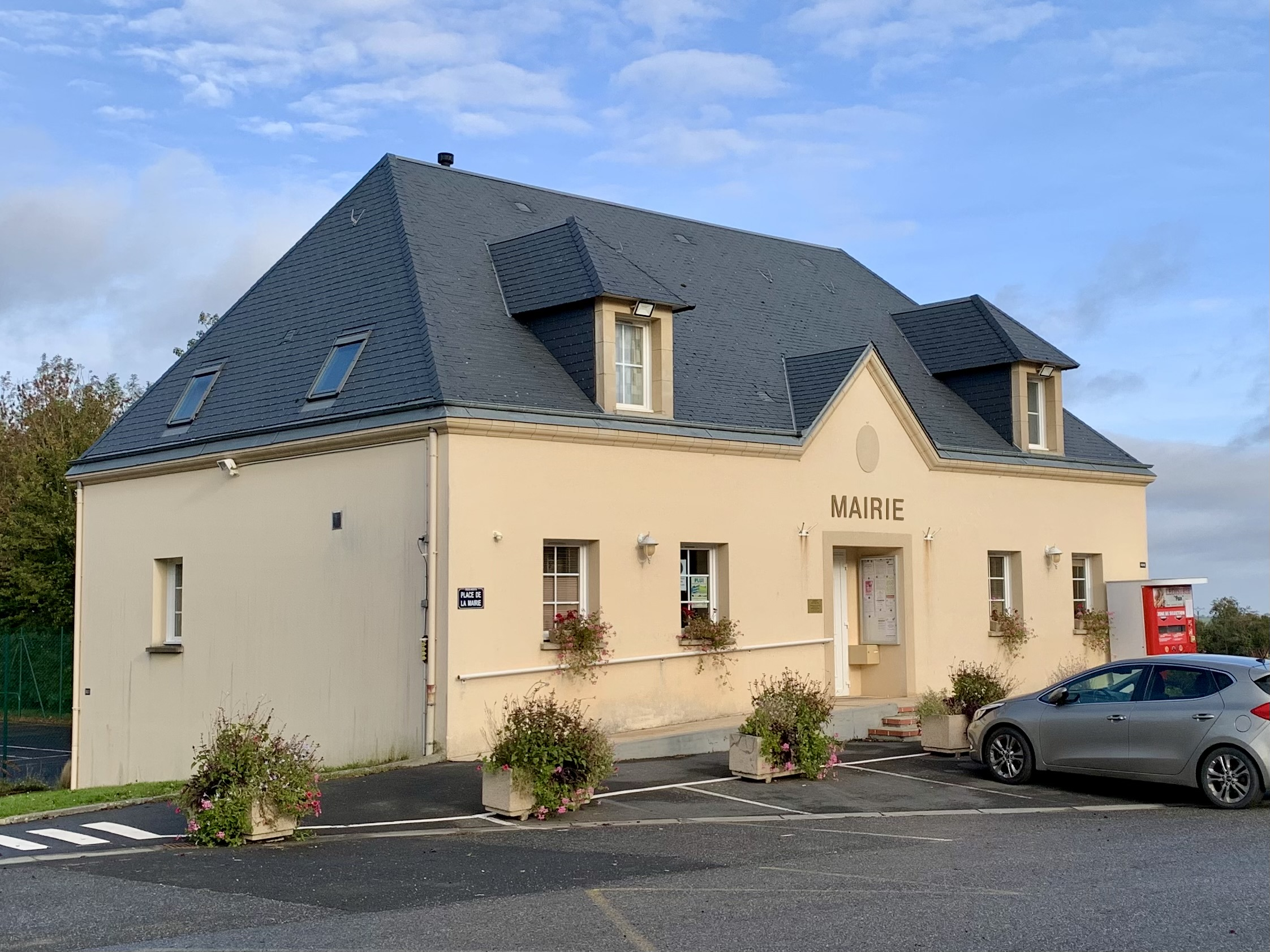
La mairie.

| Période                                  | Période       | Identité           | Étiquette | Qualité           |
| ---------------------------------------- | ------------- | ------------------ | --------- | ----------------- |
| avant 1988                               | mars 2001     | Dominique Leclercq | DVD       | -                 |
| mars 2001                                | décembre 2018 | Sylvain Morel      | SE        | Artisan menuisier |
| Les données manquantes sont à compléter. |               |                    |           |                   |

## Population et société

### Démographie
L'évolution du nombre d'habitants est connue à travers les recensements de la population effectués dans la commune depuis 1793. Pour les communes de moins de 10 000 habitants, une enquête de recensement portant sur toute la population est réalisée tous les cinq ans, les populations de référence des années intermédiaires étant quant à elles estimées par interpolation ou extrapolation. Pour la commune, le premier recensement exhaustif entrant dans le cadre du nouveau dispositif a été réalisé en 2004.

En 2016, la commune comptait 427 habitants, en évolution de +6,22 % par rapport à 2010 (Calvados : +1,58 %, France hors Mayotte : +2,11 %).
| 1793 | 1800 | 1806 | 1821 | 1831 | 1836 | 1841 | 1846 | 1851 |
| ---- | ---- | ---- | ---- | ---- | ---- | ---- | ---- | ---- |
| 504  | 541  | 609  | 552  | 576  | 652  | 573  | 571  | 591  |

| 1856 | 1861 | 1866 | 1872 | 1876 | 1881 | 1886 | 1891 | 1896 |
| ---- | ---- | ---- | ---- | ---- | ---- | ---- | ---- | ---- |
| 577  | 564  | 584  | 543  | 537  | 503  | 461  | 417  | 413  |

| 1901 | 1906 | 1911 | 1921 | 1926 | 1931 | 1936 | 1946 | 1954 |
| ---- | ---- | ---- | ---- | ---- | ---- | ---- | ---- | ---- |
| 434  | 402  | 404  | 320  | 293  | 250  | 230  | 233  | 206  |

| 1962 | 1968 | 1975 | 1982 | 1990 | 1999 | 2004 | 2006 | 2009 |
| ---- | ---- | ---- | ---- | ---- | ---- | ---- | ---- | ---- |
| 193  | 180  | 199  | 278  | 314  | 338  | 323  | 316  | 395  |

| 2014 | 2016 | - | - | - | - | - | - | - |
| ---- | ---- | - | - | - | - | - | - | - |
| 415  | 427  | - | - | - | - | - | - | - |

## Culture locale et patrimoine

### Lieux et monuments
- Église Notre-Dame[10].
- Chapelle de la Vierge, construite en 1874 au « Grand Mesnil ». La statue de la Vierge se trouve au-dessus de la porte. Depuis le décès des propriétaires, cette chapelle restée en indivision se dégrade progressivement.
- Château du Vaugroult, fin XVIIe siècle[11].
- Une enceinte retranchée dominant l'Orne au lieu-dit le Camp des Romains[12].

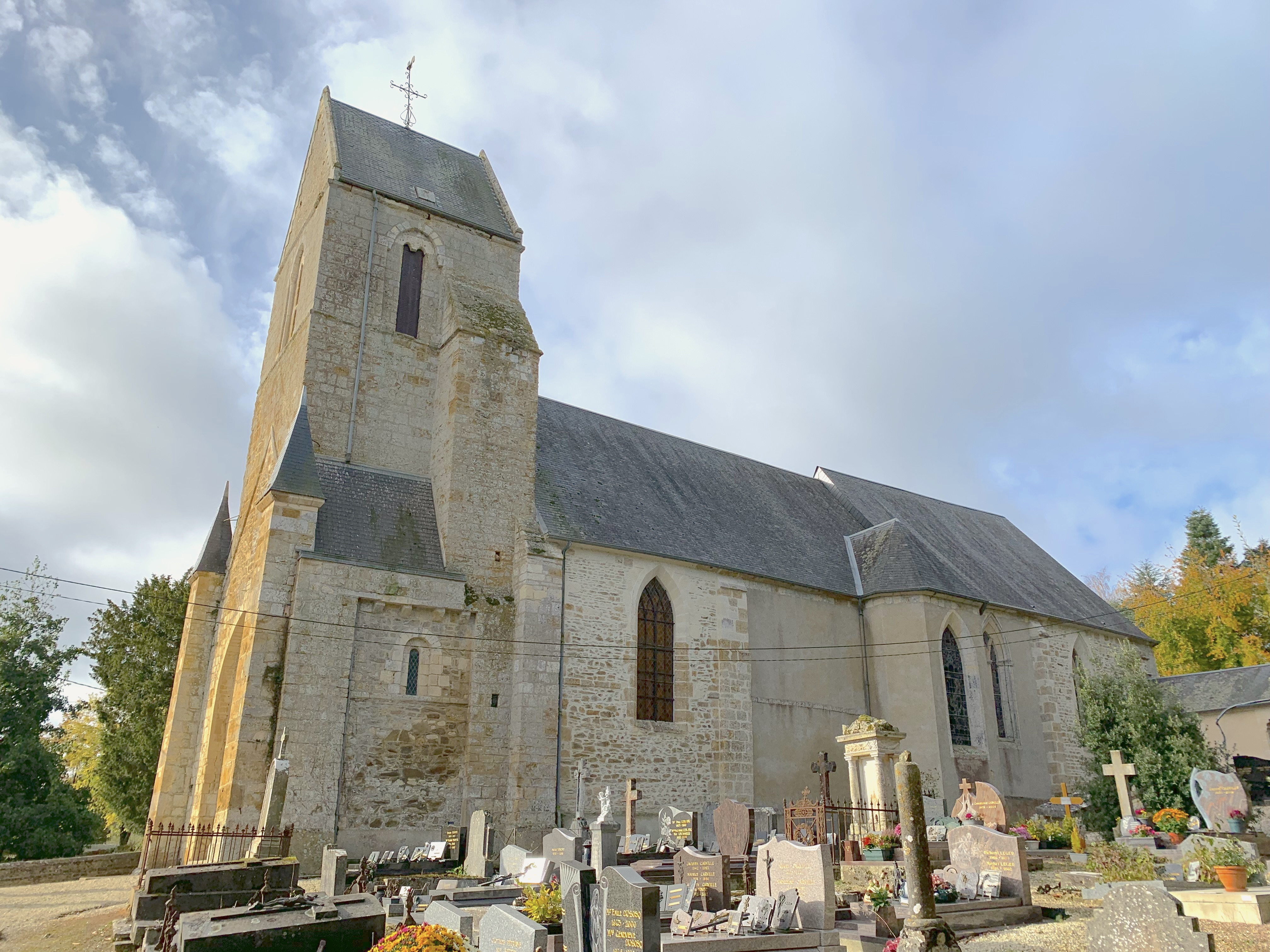
L’église Notre-Dame.
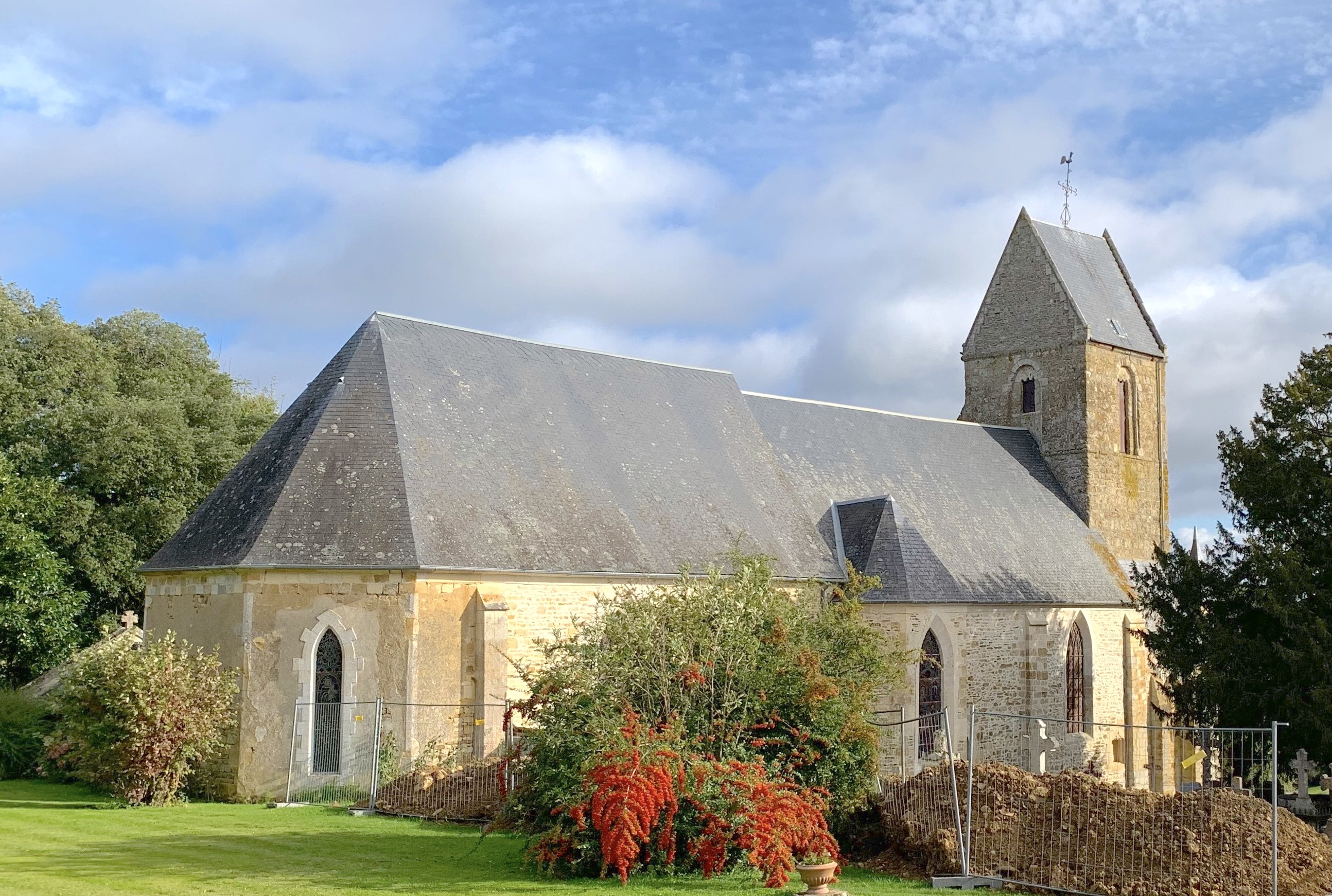
Le chevet de l’église Notre-Dame.
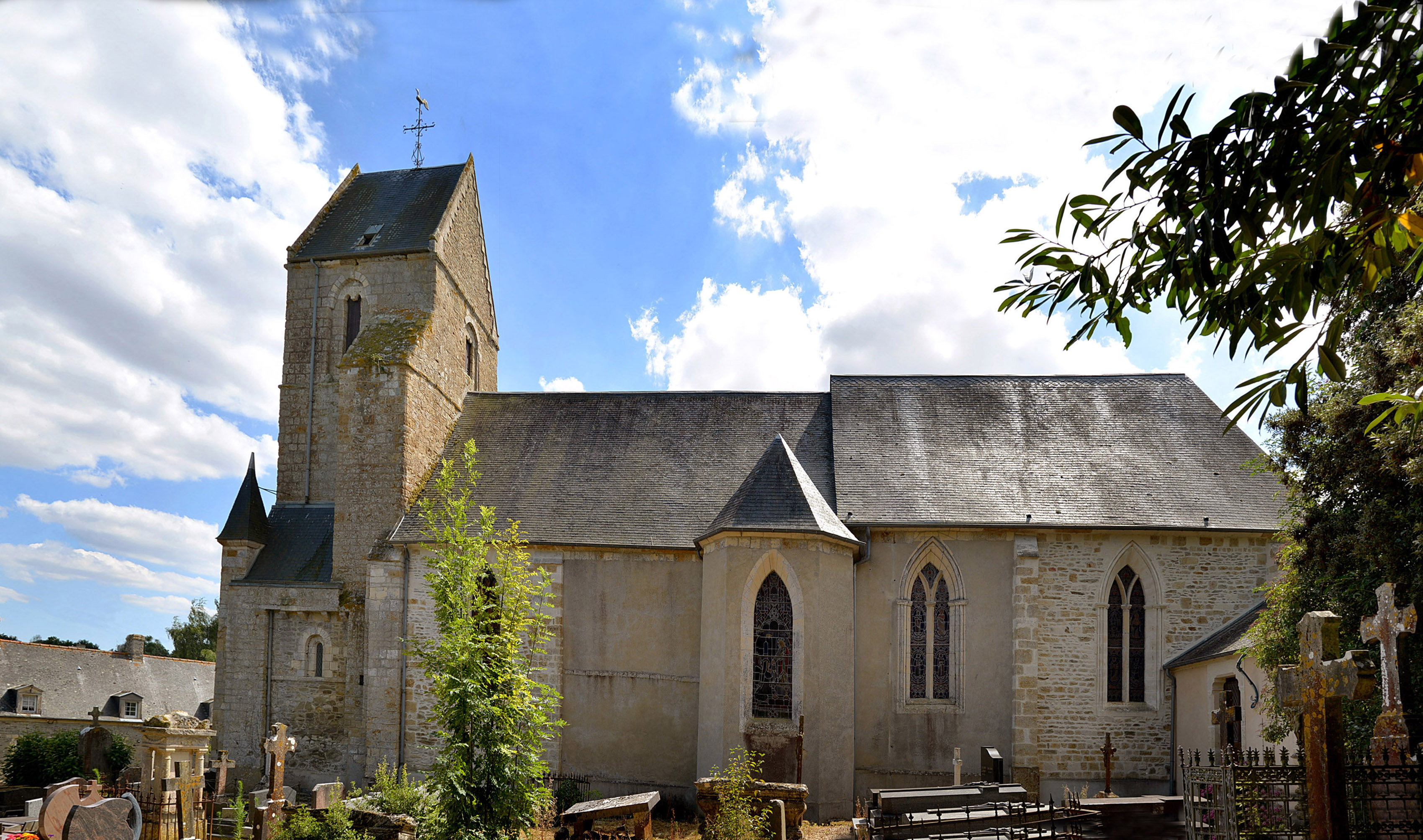
L’église Notre-Dame.
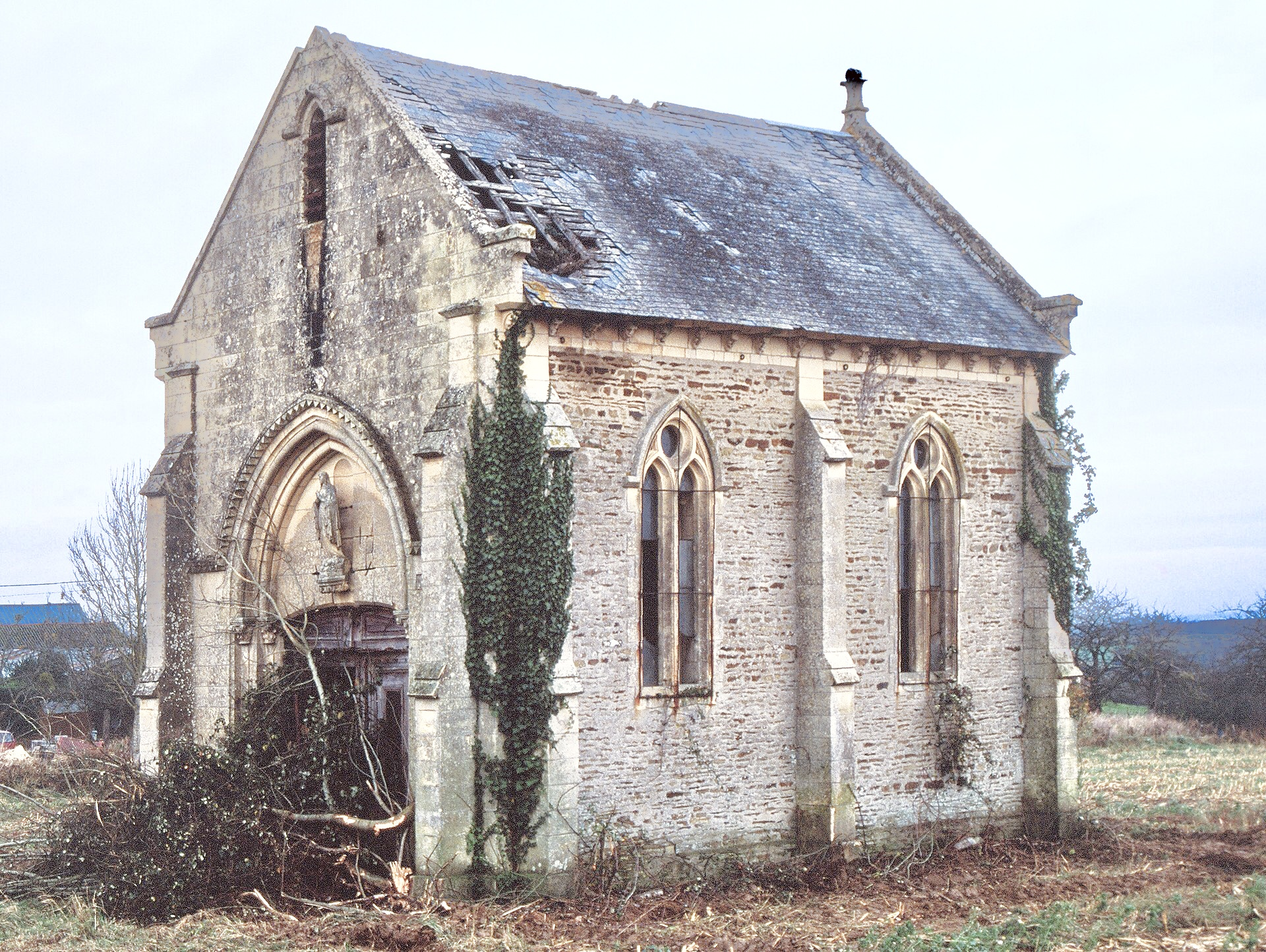
La chapelle de la Vierge.
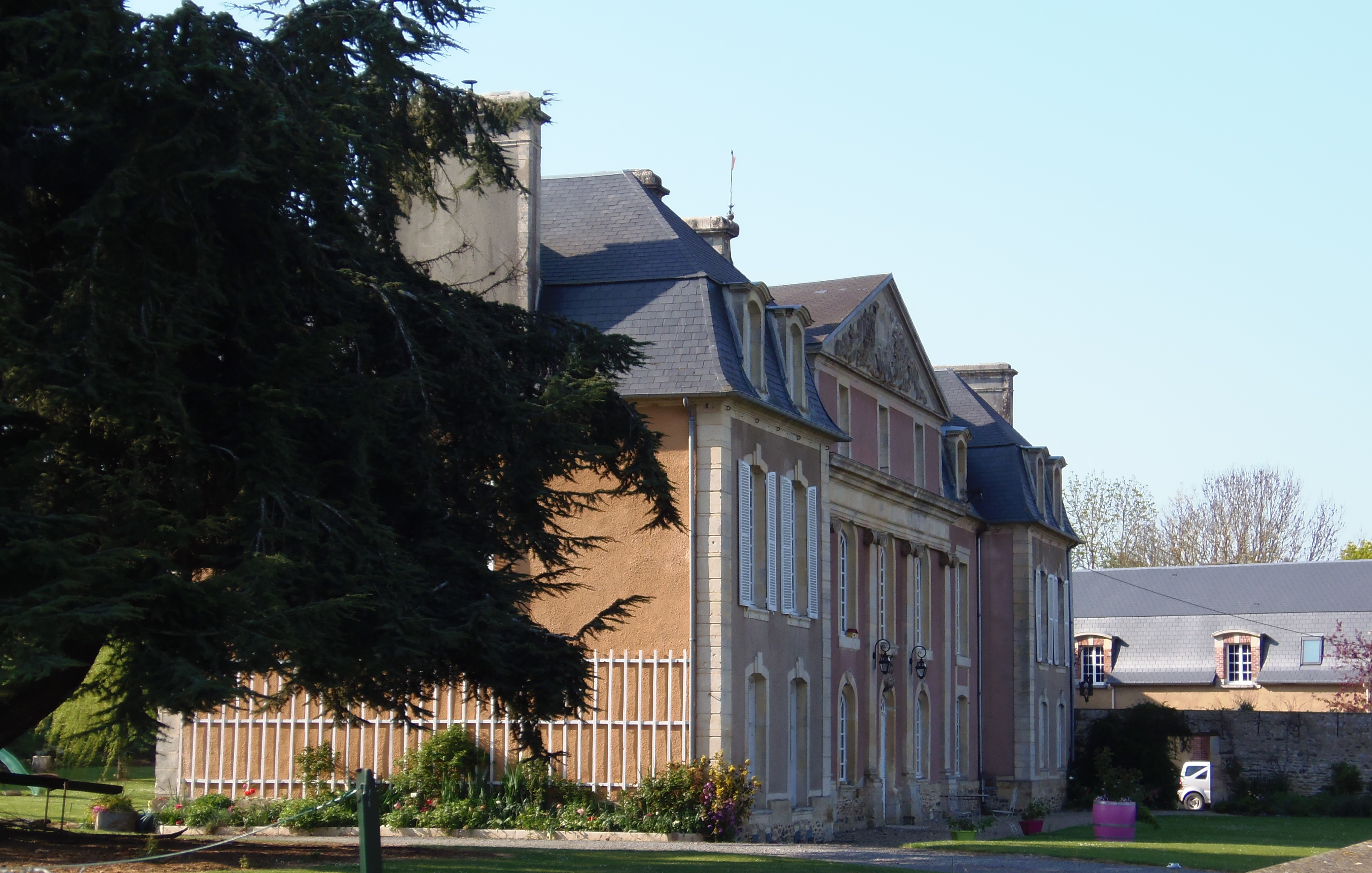
Le château du Vaugroult.